# Сухулец (Јаши)
Сухулец (рум. Suhuleț) насеље је у Румунији у округу Јаши у општини Танса. Oпштина се налази на надморској висини од 423 m.

## Становништво
Према подацима из 2002. године у насељу је живело 1367 становника, од којих су сви румунске националности.